# Historia Mathematica
Historia Mathematica: Revista Internacional de Historia de las Matemáticas es una revista académica sobre historia de las matemáticas publicada por Elsevier. Fue establecido por Kenneth O. May en 1971 como el boletín gratuito Notae de Historia Mathematica, pero en su sexto número en 1974 se había convertido en una revista completa.
La Comisión Internacional de Historia de las Matemáticas comenzó a otorgar el Premio Montucla, al mejor artículo de un académico que inicia su carrera en Historia Mathematica, en 2009. El premio se otorga cada cuatro años. 

## Editores
Los editores de la revista han sido:
- Kenneth O. mayo (1974-1977)
- Joseph W. Dauben (1977–1985)
- Eberhard Knobloch (1985-1994)
- David E. Rowe (1994-1996)
- Karen Hambre Parshall (1996-2000)
- Craig Fraser y Umberto Bottazzini (2000-2004)
- Craig Fraser (2004-2007)
- Benno van Dalen (2007-2009)
- June Barrow-Green y Niccolò Guicciardini (2010-2013)
- Niccolò Guicciardini y Tom Archibald (2013-2015)
- Tom Archibald y Reinhard Siegmund-Schultze (2016-presente)

## Resumen e indexación
La revista está resumida e indexada en Mathematical Reviews, SCISEARCH y Scopus.